# Pleuronodes trogopera
Pleuronodes trogopera är en fjärilsart som beskrevs av George Francis Hampson 1910. Pleuronodes trogopera ingår i släktet Pleuronodes och familjen nattflyn. Inga underarter finns listade i Catalogue of Life.